# Yannick Zehnder
Yannick Zehnder (* 29. Dezember 1997 in Zug) ist ein Schweizer Eishockeyspieler, der seit Juli 2025 beim Lausanne HC aus der Schweizer National League unter Vertrag steht und dort auf der Position des rechten Flügelstürmers spielt. Zuvor war Zehnder bereits für den EV Zug und die ZSC Lions in derselben Liga aktiv, mit denen er je zweimal die Schweizer Meisterschaft gewann.

## Karriere
Yannick Zehnder begann seine Karriere bei den Junioren des EV Zug und schaffte nach Durchlaufen aller Juniorstufen im Jahr 2017 erstmals den Sprung in den Kader der Profimannschaft in der National League. Mit dem EVZ war der Stürmer in den folgenden Jahren sehr erfolgreich. Nach dem Gewinn des Schweizer Cups im Jahr 2019 wurde er mit der Mannschaft in den Jahren 2021 und 2022 jeweils Schweizer Meister. Zur Saison 2023/24 wechselte Zehnder innerhalb der National League zu den ZSC Lions. mit den Zürchern fügte der Offensivspieler in den Jahren 2024 und 2025 zwei weitere Meistertitel seiner Vita hinzu. Dazwischen lag der Gewinn der Champions Hockey League.
Im Sommer 2025 wechselte Zehner zum Lausanne HC. 

## Erfolge und Auszeichnungen
| - 2019 Schweizer Cupsieger mit dem EV Zug - 2021 Schweizer Meister mit dem EV Zug - 2022 Schweizer Meister mit dem EV Zug | - 2024 Schweizer Meister mit den ZSC Lions - 2025 Champions-Hockey-League-Gewinn mit den ZSC Lions - 2025 Schweizer Meister mit den ZSC Lions |

## Karrierestatistik
Stand: Ende der Saison 2024/25

### International
Vertrat die Schweiz bei:
- U20-Junioren-Weltmeisterschaft 2017

(Legende zur Spielerstatistik: Sp oder GP = absolvierte Spiele; T oder G = erzielte Tore; V oder A = erzielte Assists; Pkt oder Pts = erzielte Scorerpunkte; SM oder PIM = erhaltene Strafminuten; +/− = Plus/Minus-Bilanz; PP = erzielte Überzahltore; SH = erzielte Unterzahltore; GW = erzielte Siegtore; 1 Play-downs/Relegation; Kursiv: Statistik nicht vollständig)

## Familie
Zehnders Vater Hardy spielte in den 1980er-Jahren für den EV Zug. Sein Grossvater Robert Zehnder war von 1969 bis 1976 Präsident des Clubs. 